# 戴尔·布朗 (拳击运动员)
戴尔·布朗（英語：Dale Brown，1971年12月15日—），加拿大男子拳击运动员。他曾代表加拿大参加1991年泛美运动会拳击比赛，获得一枚铜牌。他也曾参加1992年夏季奥林匹克运动会。